# Письмо Зиновьева

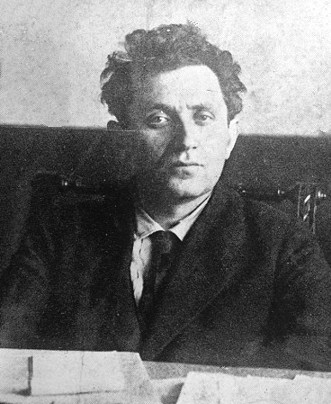
Григорий Зиновьев

Письмо́ Зино́вьева (англ. Zinoviev Letter) — письмо-фальшивка, приписываемое председателю исполкома Коминтерна Григорию Зиновьеву. В создании фальшивки принимал участие британский шпион Уильям де Ропп.
25 июля 1924 года шотландский коммунист Джон Кэмпбелл, заместитель редактора газеты «Уокерс уикли», опубликовал «Открытое письмо вооружённым силам». Его арестовали, но применять меры наказания не решились (см. Дело Кэмпбелла). Консервативная оппозиция отправила правительство лейбористов в отставку. Были объявлены досрочные всеобщие выборы.
15 сентября британское Министерство иностранных дел получило из MI5 копию секретного письма, подписанного председателем исполкома Коминтерна Григорием Зиновьевым. Это письмо им доставил рижский резидент. В письме Зиновьев предлагал английским коммунистам активизировать подрывную работу в армии и на флоте, готовить собственные кадры для грядущей гражданской войны.
25 октября, за 4 дня до выборов, это письмо было опубликовано в газете Daily Mail. Советский поверенный в делах в Великобритании Христиан Раковский получил ноту протеста правительства Великобритании. Григорий Зиновьев заявил, что письмо — фальшивка. В СССР начался поиск автора письма, на заседании Политбюро 18 декабря предложили «лицу, доставившему „письмо Зиновьева“», заявить о себе, причём ему «гарантируется безопасность и безнаказанность». На письме стояли также подписи представителя английских коммунистов Артура Мак-Мануса и одного из руководителей Коминтерна Отто Куусинена, они тоже заявили о непричастности к публикации.
В ноябре делегация британских профсоюзов прибыла в Москву, она опубликовала отчёт, в котором говорилось, что она изучила протоколы заседаний исполкома Коминтерна и не нашла следов антианглийской деятельности. Возможно, на отчёт делегации повлияло то, что перед визитом британцев из архива были изъяты документы о подготовке мировой революции, однако эти документы касались Германии и Болгарии, а не Англии.
Считается, что из-за публикации этого письма на выборах консерваторы (лидер — Стэнли Болдуин) одержали победу над лейбористами. В результате этого подписанные 8 августа общий и торговый договоры между СССР и правительством Джеймса Макдональда не были ратифицированы.
В 1928 году вновь находившийся в оппозиции Болдуин и его сопартийцы снова подняли тему письма. 19 марта 1928 года Болдуин выступил с речью в парламенте и привёл некие вновь открывшиеся «мистические обстоятельства» появления письма, вновь отвергнув предыдущее расследование. Нарком иностранных дел СССР Чичерин жёстко ответил на страницах советской прессы. Британское правительство, понимая, что тем самым факт подделки будет установлен, отказалось проводить расследование подлинности документа. Однако после нового витка скандала официальные лица в Британии стали всё меньше отсылать к этому письму, а в лейбористских и либеральных кругах всё чаще стали звучать сомнения в подлинности.
Автор фальшивки — белоэмигрант Сергей Дружиловский — в 1925 году был разоблачён публикациями газеты «Роте фане» и выслан из Германии. В 1926 году он был арестован ГПУ после нелегального перехода латвийско-советской границы и на открытом процессе в Москве Военной коллегией Верховного суда СССР приговорён к расстрелу. Тогда же была издана документальная книга «Антисоветские подлоги: История фальшивок. Факсимиле и комментарии».
Организатором же скандальной провокации выступил британский разведчик и близкий друг Уинстона Черчилля майор Десмонд Мортон.
Оригинал письма был обнаружен в 1965 году, результатом чего стала книга-расследование «Письмо Зиновьева», написанная тремя журналистами английской газеты The Sunday Times. В феврале 1968 года в этой же газете появились публикации, связанные с обнаружением в архивах Гарвардского университета фотокопий рукописи «Зиновьева». Графологический анализ, проделанный экспертом Джоном Конвеем, показал принадлежность «письма» разведчику Сиднею Рейли, который таким образом тоже оказался причастен к фабрикации фальшивки.
В конце XX века Робин Кук, министр иностранных дел правительства Тони Блэра, распорядился открыть некоторые архивы; выяснилось, что письмо было передано рижской резидентуре русским эмигрантом из Берлина, который зарабатывал деньги созданием подобных фальшивок. Исследованием вопроса занималась доктор Джилл Беннет.
В своих мемуарах затрагивала историю с письмом А. Куусинен, в годы событий супруга О. Куусинена.